# 北川麻美
北川 麻美（きたがわ あさみ、1987年10月3日 - ）は、日本の元競泳選手。元・女子200m個人メドレー日本記録保持者。

## 水泳歴・成績等
埼玉県岩槻市（現：埼玉県さいたま市岩槻区）出身。
3歳の頃、姉の影響で水泳を始める。河合スイミングスクール、大教イトマンスイミングスクール大宮東校（現スウィン大教スイミングスクール大宮東）を経て、大宮イトマンスイミングスクール本校（現スウィン大宮スイミングスクール）所属。春日部共栄高等学校時代はインターハイで100m、200m平泳ぎを2年、3年で連覇している。
早稲田大学スポーツ科学部スポーツ医科学科進学後の2006年、アジア競技大会の100m平泳ぎに優勝し、2007年世界水泳選手権競泳日本代表にも選出された。
2008年日本選手権水泳競技大会の200m個人メドレーで派遣標準記録を上回って優勝し、北京オリンピック日本代表に選出された。また100m平泳ぎで4位に入り、1位の種田恵の他に派遣標準記録を上回った選手がいなかったため他種目での出場権を持つ北川が100m平泳ぎ代表に選出された。また、4×100mリレー代表にも選ばれた。
北京オリンピックでは200m個人メドレーと100m平泳ぎと4×100mフリーリレーに出場。4×100mフリーリレーではチームで日本記録を更新したが9位に終わる。100m平泳ぎでは予選を15位、準決勝を8位で通過し決勝に進出、決勝では1分8秒43で8位入賞。
200m個人メドレーでは、予選で萩原智子が保持していた日本記録（2分12秒84）を8年ぶりに更新する2分12秒47を出した。準決勝では2分12秒18で更に更新し8位に入るが、同タイムの選手がいたためスイムオフ（準決勝、決勝進出の際に同タイムの選手がいた場合に行うプレーオフ）レースを泳ぐこととなった。そのスイムオフでは2分12秒02で日本記録を更に更新し決勝に進出。そして決勝では2分11秒56のタイムを出して更に記録を更新し、6位入賞を果たした。
北京オリンピック直後の2008年9月6日、2008年日本学生選手権の200メートル個人メドレーにおいて、北京で自ら記録した日本記録を0.12秒上回る2分11秒44で優勝し、2007年の同大会に引き続き2連覇した。このときは“高速水着”（2010年から全面禁止）が世界中を席巻していたが、北川は泳法ごとの特性も考慮し、本番では水着を使い分けた（いわゆる“ハイレグ型”と“高速水着”とを）。「同一種目では予選から決勝まで同じ水着を着用する」というFina規則があるため、同一日に複数種目が行われたときは着替えが大変だったと、当時メディアの取材に答えている。
2009年の世界選手権代表に選ばれたものの、エントリーした全種目で予選敗退し、結果が振るわなかった。翌年早稲田大学を卒業後、母校の系列校の共栄学園短期大学に「学生」として入り、選手活動を続けていた。
引退後はさいたま市の市立保育園で保育士をしている。

## 主な記録
| 距離                         | タイム  | 大会名                 |
| ---------------------------- | ------- | ---------------------- |
| 個人メドレー200m             | 2:11.44 | 2008年日本学生選手権   |
| 平泳ぎ100m（短水路）         | 1:06.18 | 2008年短水路日本選手権 |
| 平泳ぎ100m（長水路高校記録） | 1:08.63 | 2005年インターハイ     |

## 国際大会出場
- 2006年アジア競技大会 100m平泳ぎ優勝、50m平泳ぎ2位、200m平泳ぎ4位、200m個人メドレー2位
- 2007年世界水泳選手権 100m平泳ぎ11位、200m平泳ぎ11位、200m個人メドレー10位
- 2007年世界競泳2007 100m平泳ぎ8位、200m平泳ぎ予選8位[7]、200m個人メドレーB決勝4位
- 2008年北京オリンピック 100m平泳ぎ8位、200m個人メドレー6位